# Unidos de Santa Cecília (Nova Iguaçu)
O Grêmio Recreativo Escola de Samba Unidos de Santa Cecília é uma escola de samba de Nova Iguaçu. sediado no sub-bairro de Santa Cecília, no bairro de Austin,
Fundada em 2 de fevereiro de 2002, a Santa Cecília em 2009, foi a segunda escola a desfilar no segundo grupo do carnaval iguaçuano. Apresentando um enredo sobre a televisão, seu samba foi considerado como o pior e mais tosco do Estado naquele ano.. Já em 2011, sob o mandato de Tia Lena na presidência, em substituição ao presidente Pelé, a Santa Cecília obteve a sétima colocação.

## Segmentos

### Presidentes
| Nome     | Mandato        | Ref.  |
| -------- | -------------- | ----- |
| Tia Lena | ? - atualidade | [ 2 ] |

### Diretores
| Ano  | Diretor de Carnaval | Diretor geral de harmonia | Mestre de bateria | Ref.  |
| ---- | ------------------- | ------------------------- | ----------------- | ----- |
| 2015 |                     |                           | Filé              | [ 2 ] |
| 2016 |                     |                           |                   |       |

### Coreógrafo
| Ano  | Nome | Ref. |
| ---- | ---- | ---- |
| 2016 |      |      |

### Casal de Mestre-sala e Porta-bandeira
| Ano  | Nome           | Ref.  |
| ---- | -------------- | ----- |
| 2013 | Taís e Samuel  | [ 3 ] |
| 2015 | Cintia e David | [ 2 ] |

### Rainhas de bateria
| Período | Rainha        | Madrinha | Ref.  |
| ------- | ------------- | -------- | ----- |
| 2015    | Thamilis Mila |          | [ 2 ] |

## Carnavais
| Ano  | Colocação          | Grupo    | Enredo | Carnavalesco                                              | Intérprete | Ref.  |
| ---- | ------------------ | -------- | --- | --------------------------------------------------------- | ---------- | ----- |
| 2001 |                    |          | |                                                           |            | [ 4 ] |
| 2002 |                    |          | |                                                           |            | [ 4 ] |
| 2003 |                    |          | |                                                           |            | [ 4 ] |
| 2004 |                    |          | |                                                           |            | [ 4 ] |
| 2005 |                    |          | |                                                           |            | [ 4 ] |
| 2006 | 8º lugar           | ÚNICO    | |                                                           |            | [ 4 ] |
| 2007 | 12º lugar          | 1-ABESNI | |                                                           |            | [ 4 ] |
| 2008 | 3º lugar           | 2-ABESNI | Lápis, Papel e Caneta. Pra Quem Sabe Ler um Pingo é Letra |                                                           |            | [ 4 ] |
| 2009 |                    | 2-ABESNI | |                                                           |            | [ 1 ] |
| 2010 |                    | 2-ABESNI | |                                                           |            |       |
| 2011 | 7º lugar           | ÚNICO    | Tradições nordestinas (Compositores:Marcos Glorioso, Robson Portela, Sapão da Borracharia e Léo Guerenguê.)                                                                  |                                                           | Jorjão     |       |
| 2012 | 12º lugar          | ÚNICO    | Nã Agotimé, a saga de uma Raínha Negra |                                                           |            |       |
| 2013 | Hour concurs       | ÚNICO    | Santa Cecília dá o seu grito de alerta, em defesa da natureza (Compositores:Marcos Glorioso, Robson Portela, Marquinhos Portela e Boneco do Santa Cecília-Intérprete:Jorjão) | Tavinho da Fé                                             |            | [ 5 ] |
| 2014 | 9º lugar           | ÚNICO    | |                                                           |            |       |
| 2015 | Apuração cancelada | Especial | Santa Cecília abra o livro e viaja no mundo da imaginação de Monteiro Lobato Compositor:Carlinhos Favaler                                                                    | Comissão de Carnaval (Alessandra, Júlio César e Andressa) | Jorjão     | [ 2 ] |